# Tristrana hebesfenorotunda
| Tristrana hebesfenorotunda | Tristrana hebesfenorotunda                          |
| -------------------------- | --------------------------------------------------- |
|                            |                                                     |
| Vrsta                      | Johnsonovo telo J91-J92-J1                          |
| Stranske ploskve           | 13 trikotnikov 3 kvadrati 3 petkotniki 1 šestkotnik |
| Oglišča                    | 18                                                  |
| Robovi                     | 36                                                  |
| Konfiguracija oglišča      | 3(33.5) 3(3.4.3.5) 3(3.5.3.5) 2.3(32.4.6)           |
| Grupa simetrije            | C3v                                                 |
| Dualni polieder            | -                                                   |
| Lastnosti                  | konveksna                                           |
| mreža telesa               |                                                     |

Tristrana hebesfenorotunda je eno izmed Johnsonovih teles (J92). Je osnovno Johnsonovo telo, ki ga ni mogoče narediti s postopkom "odreži in prilepi" (cut and paste) katerega izmed arhimedskih ali platonskih teles. Je pa kljub temu v sorodstvu z ikozidodekaedrom, ki je arhimedsko telo. Najbolj nazorno to vidimo v skupini treh petkotnikov in štirih trikotnikov na  eni strani telesa. Če te stranske ploskve poravnamo s skladnimi oblikami stranskih ploskev na ikozidodekaedru, potem bodo šeststrane stranske ploskve ležale v ravnini , ki je na polovici med dvema nasprotnima stranskima ploskvama ikozadodekaedra.
Tristrana hebesfenorotunda je edino Johnsonovo telo, ki ima stranske ploskve z 3, 4, 5 in 6 stranicami. V letu 1966 je Norman Johnson (rojen 1930) imenoval in opisal 92 teles, ki jih imenujemo Johnsonova telesa.